# Фомичёв, Юрий Константинович
Фомичёв Юрий Константинович (30 октября 1929, Чистополь, Татарская АССР — 2 марта 2015, Минск) — советский и белорусский учёный-биолог (микробиолог) Белорусского государственного университета.

## Биография
Родился в семье служащих.
После окончания СШ № 42 г. Минска в 1948 году поступил на лечебный факультет Белорусского государственного медицинского института. В это время занимался спортом.
Окончил Минский Государственный медицинский институт в 1954 году и там же поступил в аспирантуру при кафедре микробиологии.
После окончания аспирантуры и защиты кандидатской диссертации с 1957 г. работал в Институте эпидемиологии и микробиологии Минздрава БССР, где прошел путь от младшего научного сотрудника до руководителя лаборатории. В начале 1960-х Фомичев повышал квалификацию в научных учреждениях Москвы и Великобритании и в 1966 г. защитил докторскую диссертацию. В 1960—1961 годах работал в лаборатории профессора Д. М. Гольдфарба (Институт имени Н. Ф. Гамалеи, Москва) в области бактериофагии.
В 1968 году ему было присвоено звание профессора. С 1967 года научно-исследовательская и педагогическая деятельность Фомичева была связана с Белорусским государственным университетом, в котором он руководил Проблемной НИЛ экспериментальной биологии, а с 1969 по 1988 годы одновременно являлся и заведующим кафедрой микробиологии биологического факультета. С переходом в БГУ произошла переориентация его научных интересов на новое и передовое в то время направление науки — генетику микроорганизмов. В стенах университета он создал первую в Белоруссии группу генетиков микроорганизмов.
В 1969 г. стал заведовать кафедрой микробиологии, продолжая при этом руководить лабораторией экспериментальной биологии. С 1971 по 1973 год Фомичев был деканом биологического факультета, а в 1988—1993 гг. возглавлял кафедру генетики и биотехнологии.
Похоронен на кладбище «Северное».

## Вклад в науку
После защиты кандидатской диссертации в 1957 г. работал в Институте эпидемиологии и микробиологии Минздрава БССР. Создал первую в Белоруссии группу генетиков микроорганизмов.
В 1970 г. Ю. К. Фомичёв находился в научной командировке в Великобритании и около 6 месяцев работал в Эдинбургском университете в лаборатории одного из крупнейших учёных в области генетики бактерий, профессора Вильяма Хейса.
За время работы на кафедре микробиологии им были разработаны и читались совершенно новые для биологического факультета курсы: «Вирусология», «Основы иммунологии», «Основы биотехнологии», «Молекулярная биология рака», а также ряд спецкурсов для студентов, специализирующихся по микробиологии, «Способы генетического обмена у бактерий», «Внехромосомные генетические структуры бактерий», «Основы молекулярной биологии», «Функциональная анатомия бактериальной клетки» и др. В 1988 г. Фомичёв перешел на кафедру генетики биологического факультета БГУ, которой заведовал в течение последующих 5 лет.
За время работы на кафедре генетики профессор Фомичев инициировал ряд модернизаций, направленных на перевод содержания учебного процесса и методологии научных исследований на современный молекулярно-генетический уровень. Способствовал организации УМО, объединив научный потенциал кафедр генетики и микробиологии. Этот период его творческой деятельности совпал с бурным развитием во всем мире молекулярной биологии и биотехнологии. Профессором Фомичевым было сформировано современное научное направление — молекулярная генетика важных в биотехнологическом отношении микроорганизмов. Кафедра классической генетики получила новое название — генетики и биотехнологии.

## Направления научной деятельности
- Разработал новый для Белоруссии курс лекций по генетике микроорганизмов;
- Читал курсы: «Микробиология», «Вирусология», «Основы иммунологии», «Основы биотехнологии».
- Большинство исследований, выполняемых под руководством Фомичева, носят не только теоретический, но и прикладной характер. На научной основе разрабатываются методы получения ферментных препаратов пектолитического действия, способы обработки льноволокна и т. д.
- Всего под его руководством подготовлено 40 кандидатов и 2 доктора наук. Так же под его руководством было защищено 4 докторские диссертации и около 40 кандидатских. Сегодня девять его учеников работают на биологическом факультете БГУ — декан факультета, трое заведующих кафедрами, профессор и 4 доцента.
- На протяжении 20 лет, благодаря усилиям Ю. К. Фомичева и его высокому научному авторитету, кафедра поддерживает связи с ведущими научными учреждениями бывшего СССР и ряда зарубежных стран. В рамках таких контактов на базе кафедры была организована лаборатория Всесоюзного научно-исследовательского института генетики и селекции промышленных микроорганизмов.

## Награды и звания
В разные годы он был награждён множеством наград в разных сферах — как спортивной, так и научной:
- Множество почетных грамот;
- Медаль «За доблестный труд»;
- Звание «Заслуженный работник народного образования БССР»;
- Нагрудный знак «Отличник образования Республики Беларусь»;
- «Мастер спорта СССР» по плаванию;
- Звание «Чемпиона Республики»;
- Победитель «Первой Всесоюзной спартакиады студентов»;
- Двукратный рекордсмен СССР в эстафетном плавании;
- Победитель и призёр ряда других Всесоюзных соревнований ;
- В 1966 г. присвоена ученая степень доктора медицинских наук;
- В 1968 г. присвоено звание профессора.

## Основные научные труды
Профессор Ю. К. Фомичев автор более 280 научных работ, 40 авторских свидетельств и патентов в разных областях микробиологии, вирусологии, генной инженерии. 

- Использование плазмиды рМ3 Pseudomonas sp. M для транспозонного мутагенеза бактерий Erwinia, 1989
- Генетический контроль биосинтеза триптофана в регуляторных мутантах Pseudomonas putida, 1991
- Характеристика R-плазмиды рМ3 (IncP9) широкого круга хозяев, 1991
- Характеристика флуоресцирующего пигмента пиовердина Рм, продуцируемого бактериями Pseudomonas putida, 1994
- Генетические аспекты биосинтеза флуоресцирующих пигментов у бактерий Pseudomonas putida M, 1992
- Введение в биотехнологию. Курс лекций, 2005[11]
- Теоретические и практические аспекты изучения пектолитических бактерий рода Erwinia, 2001
- Создание векторной системы для молекулярного клонирования в клетках Bacillus subtilis и Escherichia coli, 2005
- Использование бактерий рода Erwinia в технологии получения льноволокна из льносоломы, 2005 и др.